# American Institute of Chemists Gold Medal
Die American Institute of Chemists Gold Medal ist die höchste Auszeichnung des American Institute of Chemists und wird seit 1926 jährlich für besondere Leistungen und Verdienst um die Chemie in den USA verliehen.

## Preisträger
- 1926 William Blum
- 1927 Lafayette B. Mendel
- 1928 –
- 1929 Francis P. Garvan
- 1930 George Eastman
- 1931 Andrew W. Mellon, Richard B. Mellon
- 1932 Charles H. Herty
- 1933 Henry C. Sherman
- 1934 James Bryant Conant
- 1935 –
- 1936 Marston Taylor Bogert
- 1937 James F. Norris
- 1938 Frederick G. Cottrell
- 1939 –
- 1940 Gustav Egloff
- 1941 Henry G. Knight
- 1942 William Lloyd Evans
- 1943 Walter S. Landis
- 1944 Willard H. Dow
- 1945 John W. Thomas
- 1946 Robert Price Russell
- 1947 Moses Leverock Crossley
- 1948 Charles A. Thomas
- 1949 Warren K. Lewis
- 1950 Walter J. Murphy
- 1951 Harry N. Holmes
- 1952 Fred J. Emmerich
- 1953 John Christian Warner
- 1954 William J. Sparks
- 1955 Carl S. Marvel
- 1956 Raymond C. Stevens
- 1957 Roy Newton
- 1958 Lawrence Flett
- 1959 Crawford H. Greenewalt
- 1960 Ernest H. Volwiler
- 1961 Alden H. Emery
- 1962 George W. Parks
- 1963 Ralph Connor
- 1964 Roger Adams
- 1965 Edwin Cox
- 1966 John H. Nair
- 1967 Wayne E. Kuhn
- 1968 Orville E. May
- 1969 Henry B. Hass
- 1970 Willard F. Libby
- 1971 Emmett B. Carmichael
- 1972 Harold C. Urey
- 1973 Glenn T. Seaborg
- 1974 William Edward Hanford
- 1975 William O. Baker
- 1976 Kenneth S. Pitzer
- 1977 Max Tishler
- 1978 Norman Hackerman
- 1979 Melvin Calvin
- 1980 Arthur M. Bueche
- 1981 Lewis Sarett
- 1982 Milton Harris
- 1983 Mary L. Good
- 1984 John H. Sinfelt
- 1985 Herbert C. Brown
- 1986 N. Bruce Hannay
- 1987 Arnold O. Beckman
- 1988 George C. Pimentel
- 1989 Elias J. Corey
- 1990 Harry B. Gray
- 1991 Bruce N. Ames
- 1992 Roy L. Whistler
- 1993 Fred Basolo
- 1994 Arthur Adamson
- 1995 George Parshall
- 1996 Harry Drickman
- 1997 Alfred Bader
- 1998 F. Albert Cotton
- 2000 Yie W. Chien
- 2001 –
- 2002 Tobin Marks
- 2003 Ralph Hirschmann
- 2004 Carl Djerassi
- 2005 Robert L. McNeil Jr.
- 2006 Roald Hoffmann
- 2007 George M. Whitesides
- 2008 Paul Berg
- 2009 Oliver Smithies
- 2010 Robert Grubbs
- 2011 Dudley Herschbach
- 2012 Elizabeth Blackburn
- 2013 John D. Roberts
- 2014 Ronald Breslow
- 2015 Jacqueline Barton
- 2016 Chad Mirkin
- 2017 Stephen J. Lippard
- 2018 E. Gerald Meyer
- 2019 Henry F. Schaefer III
- 2020 –
- 2021 Peter J. Stang
- 2022 Brian M. Hoffman
- 2023 K. Barry Sharpless
- 2024 Peter Schultz
- 2025 Timothy Swager